# Lijst van spelers van Molde FK
Deze lijst omvat voetballers die bij de Noorse voetbalclub Molde FK spelen of gespeeld hebben. De spelers zijn alfabetisch gerangschikt.

## A
- Torjus Aaland
- Ben Amos
- Trond Andersen
- Marcus Andreasson
- Martin Andresen
- Davy Angan

## B
- Marcus Bakke
- Morten Bakke
- Marel Baldvinsson
- Petter Belsvik
- Jan Berg
- Odd Berg
- Erik Brakstad
- Torkild Brakstad
- Svein Brandshaug
- Mitja Brulc

## C
- Tobias Carlsson
- Daniel Chukwu
- Paweł Cibicki
- Denni Conteh
- Sean Cunningham

## D
- Mame Diouf
- Pape Diouf
- Freddy Dos Santos

## E
- Sindre Eid
- Magnus Eikrem
- Souhaieb El Amari
- Rune Ertsås

## F
- Djiby Fall
- Karl Oskar Fjørtoft
- Jostein Flo
- Vegard Forren
- Knud Fostervold
- Rob Friend
- Jan Fuglset
- Ivar Furu

## G
- Sverrir Garðarsson
- Ardian Gashi
- Joshua Gatt
- Christian Gauseth
- Boudewijn de Geer
- Øyvind Gjerde
- Öyvind Gram
- Sandro Grande
- Fredrik Gulbrandsen
- Bjarki Gunnlaugsson
- Fredrik Gustafson
- Eddie Gustafsson

## H
- Hugo Hansen
- Jonny Hansen
- Åge Hareide
- Anders Hasselgard
- Vidar Henriksen
- Daniel Hestad
- Harry Hestad
- Øyvind Hoås
- Erik Hoftun
- Thomas Holm
- Magne Hoseth
- Martin Höyem
- Bernt Hulsker
- John Husöy

## I
- Per Olav Inderhaug

## J
- Karl Johan Johannessen
- Emil Johansson
- Tor Johnsen
- Ante Juric

## K
- Toni Kallio
- Óttar Magnús Karlsson
- Magnus Kihlberg
- Fredrik Kjølner
- Madiou Konate
- Toni Koskela
- Jan Kruse

## L
- Jan Kjell Larsen
- Arne Legernes
- Øyvind Leonhardsen
- Knut Lillebakk
- André Lindbæk
- David Ljung
- Andreas Lund
- Pål Lydersen

## M
- Simon Markeng
- Matej Mavrič
- Jakob Meidell
- Jákup Mikkelsen
- Habib Mohammed
- Lars Moldskred
- Thomas Mork
- Mattias Moström
- José Mota
- Ulrich Møller
- Tommy Møster
- Uhuru Mwambubungo

## N
- Johan Nås
- Selemani Ndikumana
- Andre Nevstad
- Roger Nilsen

## O
- Stian Ohr
- Odd Olsen
- Erlend Ormbostad
- Dag Ørsal
- Leo Skiri Østigård

## P
- Espen Bugge Pettersen

## R
- Stig Arild Raket
- Torgeir Ramsli
- Kjetil Rekdal
- Knut Olav Rindarøy
- Kai Röberg
- Lee Robertson
- Petter Rudi
- Björn Runström

## S
- Dennis Schiller
- Andri Sigþórsson
- Magne Simonsen
- Petter Singsaas
- Aksel Skjølsvik
- Fredrik Solberg
- Ole Gunnar Solskjær
- Stig-Roar Søbstad
- Magnus Stamnestrø
- Arild Stavrum
- Christian Steen
- Börre Steenslid
- Ólafur Stígsson
- Roar Strand
- Trond Strande
- Kristian Strandhagen
- Ole Björn Sundgot

## T
- Jo Tessem
- Bjarni Thorsteinsson
- Makhtar Thioune

## U
- Pål Erik Ulvestad

## V
- Elias Valderhaug
- Valter
- Kristoffer Vatshaug

## W
- Brian Waltrip
- Krister Wemberg
- Jarkko Wiss
- Ben Wright

## Z
- Clayton Zane

Clubs: Aalesunds FK · Alta IF · SK Brann · Bryne FK ·  Fredrikstad FK · FK Haugesund · Hønefoss BK · Kongsvinger IL · Lillestrøm SK · FC Lyn Oslo · Molde FK · Moss FK · Odd Grenland · Rosenborg BK · Stabæk Fotball · IK Start · Strømsgodset IF · Tromsø IL · Vålerenga IF ·  Viking FK

Lijsten van voetballers van Noorse clubs: Aalesunds FK · Alta IF · SK Brann · Bryne FK · Fredrikstad FK · FK Haugesund · Hønefoss BK · Kongsvinger IL · Lillestrøm SK · FC Lyn Oslo · Molde FK · Moss FK · Odd Grenland · Rosenborg BK · Stabæk Fotball · IK Start · Strømsgodset IF · Tromsø IL · Vålerenga IF · Viking FK